# جوانی (داستان کوتاه کنراد)
«جوانی» (انگلیسی: Youth) یک داستان کوتاه خودزندگینامه‌ای اثر جوزف کنراد است که در سال ۱۸۹۸ به چاپ رسید.